# Carcinomastax moralesi
Carcinomastax moralesi är en insektsart som beskrevs av Marius Descamps 1971. Carcinomastax moralesi ingår i släktet Carcinomastax och familjen Euschmidtiidae. Inga underarter finns listade i Catalogue of Life.